# Michael Weatherly
Michael Manning Weatherly, Jr. (født 8. juli 1968) er en amerikansk skuespiller, bedst kendt for sine roller som Special Agent Anthony DiNozzo i tv-serien NCIS og Logan Cale i tv-serien Dark Angel.